# Lio Baraldi
Lio Baraldi (14 settembre 2004) è uno sciatore alpino francese.

## Biografia
Originario di Les Deux Alpes e attivo dal dicembre del 2020, Baraldi ha esordito in Coppa Europa il 12 gennaio 2023 a Sella Nevea in discesa libera (60º); non ha debuttato in Coppa del Mondo e non ha preso parte a rassegne olimpiche o iridate.

## Palmarès

### Coppa Europa
- Miglior piazzamento in classifica generale: 148º nel 2025

### Campionati francesi
- 1 medaglia:
  - 1 oro (slalom gigante nel 2023)